# August Friedrich Schweigger
August Friedrich Schweigger (Erlangen, Baviera, 8 de setembro de 1783 — perto de Agrigento, Sicília, 28 de junho de 1821) foi um médico e naturalista alemão. Foi assassinado perto de Agrigento.

## Publicações selecionadas
- 1804-1811. Specimen Floræ Erlangensis
- 1814. Prodromi monographiæ cheloniorum sectio prima et sectio secunda
- 1819. Nachrichten über den botanischen Garten zu Königsberg
- 1819. Beobachtungen auf naturhistorischen Reisen. Anatomisch-physiologische Untersuchungen über Corallen
- 1820. De plantarum classifcatione naturali
- 1820. Handbuch der Naturgeschichte der skeletlosen ungegliederten Thiere

## Literatura
- Michael Kaasch und Joachim Kaasch: "Verbreitung von Naturerkenntniß und höherer Weisheit" – Das Vermächtnis des als "Opfer seiner Wissenschaft gefallenen" Botanikers August Friedrich Schweigger (1783–1821). In: Verhandlungen zur Geschichte und Theorie der Biologie 13(2007), p. 135–163.